# Hemiscopis
Hemiscopis là một chi bướm đêm thuộc họ Crambidae.